# Yekaterina Seliverstova
Yekaterina Yevguénievna Seliverstova –en ruso, Екатерина Евгеньевна Селиверстова– (Moscú, URSS, 17 de marzo de 1984) es una deportista rusa que compitió en natación, en la modalidad de aguas abiertas.
Ganó tres medallas en el Campeonato Mundial de Natación entre los años 2007 y 2009, y tres medallas en el Campeonato Europeo de Natación entre los años 2006 y 2010.

## Palmarés internacional
| Campeonato Mundial | Campeonato Mundial    | Campeonato Mundial | Campeonato Mundial |
| Año                | Lugar                 | Medalla            | Prueba             |
| ------------------ | --------------------- | ------------------ | ------------------ |
| 2007               | Melbourne (Australia) | Medalla de plata   | 5 km               |
| 2008               | Sevilla (España)      | Medalla de oro     | 5 km               |
| 2009               | Roma (Italia)         | Medalla de plata   | 10 km              |
| Campeonato Europeo |                       |                    |                    |
| Año                | Lugar                 | Medalla            | Prueba             |
| 2006               | Budapest (Hungría)    | Medalla de oro     | 5 km               |
| 2008               | Dubrovnik (Croacia)   | Medalla de plata   | Equipo mixto       |
| 2010               | Budapest (Hungría)    | Medalla de oro     | 5 km               |